# Argentínai magyarok
Az argentínai magyarok kolóniája elszigetelt, de szervezetten intézményesült zóna lett, ahol megfigyelhető a magyarok olyan irányú fejlődése, melyben a régi magyar folklór egy csipetnyi argentinsággal megfűszerezve eltér az anyaországitól.
A Buenos Aires-i magyar kolónia nyüzsgő kulturális életet él. Létezik hétvégi iskola, amelyik magyarországi ösztöndíjakat és cserediák programokat nyújt, van óvoda, egy nívós kórus, egy nagy presztízsű néptánccsoport, egy magyar idősek otthona. A saját, külföldre is eljuttatott, havonta megjelenő újság 2014-ben szűnt meg.
Aktív cserkészcsoport is van, ami szoros kapcsolatot ápol főleg az amerikai kontinensű külföldi magyar cserkész szövetség (KMCSSZ) csapataival.
A közösség számára fontos események az évenként megrendezendő Magyar Bál és a magyar nemzeti ünnepek megemlékezése, számos más hagyományos ünnep mellett. A második, harmadik kint született generációk több tucat magyar népdalt is ismernek.
Az Argentínai Magyar Intézmények Szövetsége, a Magyar Costa Rica-i Baráti Társaság, a Paraguayi Magyar Szövetség, valamint a Venezuelai Magyar Szervezetek Koordinációs Bizottsága 2004-ben megalakították a Latin-Amerikai Magyar Országos Szervezetek Szövetségét (LAMOSZSZ), de csak 2010 májusában tartották meg első hivatalos találkozóját. Székhelyét Montevideoban találjuk, elnöke Jankovics Károly (Uruguay). Azóta csatlakozott hozzá a Brazíliai Magyar Egyesület, Chile és Uruguay diaszpóraszervezetei, valamint legújabb tagként 2020 novemberében a Kolumbiai Magyar Kör, s ezáltal hathatósabban tudnak dolgozni az összmagyar célok elérése érdekében.

## A bevándorlás számokban
Szélesebb körökben elfogadott nézet szerint az Argentínába vándorolt magyarok száma 40 ezerre tehető, ami egyik legnagyobb magyar közösség Dél-Amerikában.
Időszakokra bontva, 1875-től 1919-ig az Osztrák Magyar–Monarchiából bevándorlók száma 1900-ban 4000 főt tett ki, majd 1906 és 1912-ben több mint 6000 volt ez a szám. Ebben csak részben voltak magyarok, de sajnos nincs elkülönített statisztika. Főleg a jobb megélhetés reményében vándoroltak ki, ezen emberek többsége nem rendelkezett semmiféle képesítéssel, és az agrárszférában helyezkedtek el vidéken. A gazdasági fellendülés kezdetén az országnak sok munkaerőre volt szüksége, és könnyen jól fizető munkákra számíthattak az odaérkezők. Az első világháború alatt megállt a bevándorlás. Majd a háború után 1923-ra Kelet-Európából a bevándorlás a 8000-es számra emelkedett, és 1927-1929 között elérte a 12 000-et, de 1923 és 1927 között is folyamatos volt. Ekkor főleg Jugoszláviából, Csehszlovákiából, Romániából, és csak kisebb mértékben érkeztek magyarországi területekről, de a magyar etnikumú bevándorló száma legfeljebb a 38 000-et éri el a 20-as évek folyamán. Megélhetési okokból, ebből az időszakból sokan továbbvándoroltak Észak-Amerikába. Az 1930-as évek alatt jelentős visszaesés érzékelhető a bevándorlók számában az évtized második feléig, később főleg az európai zsidótörvények miatt sokan emigráltak. 1933-tól 1946-ig 57 000 zsidó érkezett Argentínába, amiből a fele német ajkú, a másik fele valamelyik kelet-európai nyelvet beszélte. Nem lehet tudni pontosan hányan voltak magyar etnikumúak, és az is megtéveszti a számadatokat, hogy sokan más vallásúnak vallották magukat, vagy engedély nélkül utaztak be.
A második világháború után, Magyarországról 1947 és 1949 között több, mint 3000-en költöztek Juan Domingo Perón iparosító és államosító országába, ahol adottak voltak a lehetőségek a könnyű „újrakezdéshez”. Főleg értelmiségi körökből érkeztek, és a máig fennálló argentin–magyar intézmények létrehozásában és fejlesztésében meghatározó pozíciókat töltöttek be. Az 1956-os forradalom váltotta ki az utolsó bevándorló hullámot. 1956 és 1959 között körülbelül 2000 fiatal „disszidens” érkezett Argentínába a politikai üldözéstől menekülve. Manapság az argentínai magyar körökben legfeljebb két osztályba sorolják a bevándorlókat: a régi magyarok, vagyis a 48-asok és a még régebbiek, és az új magyarok, akik 56-osok. Ennek későbbiekben a magyar kolónián belül semmi jelentősége nem lett, és nem is volt ilyen alapú megkülönböztetés az emberek között. Az 1960-as évek óta napjainkig több volt a visszatelepülő Magyarországra, mint akik Magyarországról emigráltak Argentínába. Ennek okai az 1963-as amnesztia kihirdetésében és az 1989-es rendszerváltásban keresendők, habár azok a bevándorlók, akik már megszokták az új hazájukat, volt jó munkahelyük vagy családot alapítottak ritkán döntöttek a visszatelepülés mellett. Nem úgy azok a II. illetve III. generációs magyarok, akik az utolsó 2 évtizedben családostul költöztek Magyarországra európai szintű gazdasági stabilitás reményében, ami a déli szülőországukra nem volt jellemző.

## Az Argentínai Magyar Intézmények Szövetsége (AMISZ)
Az Argentínai Magyar Intézmények Szövetségének az a feladata, hogy hivatalosan fogja össze a különböző jellegű magyar szervezeteket. Az 1950-es években vált szükségessé először a szervezetek összesítése, de csak a rendszerváltás után valósult meg, hogy szorosabbá lehessen tenni a kapcsolatot az anyaország és az argentin intézmények között. Jelenlegi elnöke Lajtaváryné Benedek Zsuzsanna, alelnöke pedig Balogh-Kovácsné Kiss Barbara.
Az is a szövetség feladata, hogy egységesen képviselje Magyarországot Argentínában.
Egyik legfontosabb teljesítménye, a „Plaza Hungria”, azaz Magyarország tér felavatása Buenos Airesben, Saavedra téren, 2004. november 27-én. Legfontosabb eleme, egy Magyarországot jelképező emlékmű, ami egy faragott székelykapu, amit a Magyarok Világszövetsége az Argentínában élő honfitársainak ajándékozott, a magyar államalapítás Millenniumának évében.
Az AMISZ a következő jogi személyiséggel rendelkező intézményeket egyesíti: 
- EMESE: Kultúra és Ifjúságfenntartó Egyesület amibe a cserkészet, a regös néptánc együttes, a Zrínyi Ifjúsági Kör (hétvégi magyar iskola), és az Ösztöndíjbizottság tartozik.
- Argentin-Magyar Kereskedelmi és Iparkamara,
- Argentínai Magyar Evangéliumi Református Keresztény Egyház,
- Ars Hungarica: Kultúra és Zeneterjesztő Civil Szervezet,
- Hungária Egyesület,
- Krisztus Keresztje: Magyar Evangélikus Gyülekezet,
- Magyar Segélyegylet: Szent István Öregotthon,
- Mindszentynum Zarándokház – Magyar Katolikus Káplánság,
- Szent István Kör,
- Valentin Alsina-i Magyar Dalkör,

Az AMISZ támogatója A Szent László iskola, a Magyar Harcosok Bajtársi Közössége (MHBK), és a Vitézi Rend Argentínai Csoportja. Egyéb kapcsolt szervezetek közé tartozik a Hungária Könyvbarátok Köre Kölcsönkönyv és Levéltár, és a Magyar Irodalmi és Kultúr társaság.
Külön sorolják a vidéki intézményeket és egyesületeket: Barilochei Magyar Egyesület, Chacoi Magyar Egyesületek: Coronel Du Graty- Villa Angela, Córdobai Magyar Kör, Santa Fe-i Magyarok Társasága.

## EMESE
1964 decemberében alapították a leánycserkészet vezetői és szülők, mint cserkészfenntartó testület és szükséges jogi személy az argentin hatóságok felé. Tíz évre rá csatlakozott a fiú cserkészcsapat, és közös erővel megépítették a cserkészházat (II. Rákóczi Ferenc Cserkészotthon) Olivos, Buenos Aires északi részén, a Hungária Klubban.
2000-ben, az egyesület támogatása kiterjedt a magyar hétvégi iskolára (ZIK), meg a néptánccsoportra (Regös). E kereten belül is működik az Ösztöndíj Bizottság, ami a Balassi Intézetes 1 évi programot, 10 meg a 3 hónapos cserediák programot szervezi. Jelenleg, a szülők és vezetőkből álló testület a magyar ifjúsági intézményeket és kezdeményezéseket szellemileg és anyagilag támogatja. Az EMESE rendezvényeket szervez, amelyek bevételeiből, és más adományokból gazdálkodik.

## Hungária
A Hungária Magyar Egyesület épülete, azaz a Hungária, otthont ad a legtöbb magyar közösség tevékenységeinek. A Hungária Magyar Egyesület 3 létező egyesület összeoldásával született, 1973-ban. Ezek a B.A.M.E., a Centro Húngaro és az Olivos Egyesület. Közös erővel került megvásárlásra az Olivos-i épület a Pje. Juncal 4250, (1636) Olivos, Bs.As címen. Akkori elnökök Molnár László, Vincze László és Hajnal Miklós, a fúzió által egyenlő demokratikus vezető szerepre tettek szert.
Manapság a Hungáriában egy kézben számos magyar tevékenység folyik. Az épületben működik az egyetlen Buenos Aires-i magyar étterem, amit Vlaho Stanko argentin-horvát séf vezet. Szinte minden este telt házas az étterem. Gyakorlatilag az étterem bérleti díjából tudják fenntartani a Hungariát. Menza szerint ott étkeznek a cserkészek szombatonként délben, így a magyaros ételek élménye sem marad ki a magyar programokból álló szombatból. A cserkészházat a Hungária hátsó kertjében építették 1974-ben. Közös erővel, Zombory István építészmérnök és cserkészvezető irányításával, a cserkészek közadakozásából és az Acero Sima magyar tulajdonban lévő cég nagylelkű segítségével felépítették a kétemeletes cserkészközpontot. Minden őrsnek jut egy szoba, vannak közös helyiségek és raktárak. Sportolási lehetőség is van a Hungariában: található egy teniszpálya, ahol focizni is lehet, vagy akár röplabdapályává is át lehet alakítani.
A Hungária alapító memorandumának utolsó sorai teljes igazsággal ma is érvényesek:
„Végre meg kell hogy szülessen egy olyan saját és szabad magyar Központ a Dél Keresztje alatt, ahol mindenki megtalálja a helyét és ahol az ifjúság részére olyan lehetőséget teremtünk kultúra, sport, és szórakozás szempontjából, amit egészében még eddig sehol nem tudott megkapni. És amit ha megteremtünk, hisszük, hogy gyermekeink azt tovább építve örökké őrizni fogják, mint apáik szívéből, hagyományaiból és magyar érzésből fakadó felbecsülhetetlen örökséget. Buenos Aires, 1972. november 2.”

### A Cserkész Bál
A cserkész/magyar bált több alkalommal a Hungariában rendezték. A cserkészbálon évenként bemutatkoznak a közösség elsőbálozó lányai. A különféle táncok között van keringő, palotás. Az alkalomból sokan népviseletben jelennek meg. Az eseményen magyar gasztronómiai ínyencségek mellett, mulatás és záró szimbolikus tábortűz melletti éneklés is szerepel a programok között.
Rendes színházi színpaddal és teremmel büszkélkedhet a Hungária, amely már látott mindenféle eseményeket: színielőadásokat, bálokat, házasságokat, megemlékezéseket, szavaló versenyeket, de több más jellegű alkalomra is itt kerül sor.
A Regős tánccsoport is a Hungáriában próbál. Könyvtár is működik, a Hungária Könyvbarátok Köre név alatt.

### A könyvtár
A könyvtár több mint hatezer példánnyal gazdálkodik, jelenleg szűknek bizonyul a könyvtárszoba, és önkénteseket keresnek a bővítésére. 1976 óta működik a könyvtár klub, amikor egy csoport önkéntes asszony selejtezte, és katalógust készített azokról a könyvekről amik összegyűltek, amikor összesítették a BAME-t, a Club Húngaro-t, meg az Olivos-i magyar klubot. 2 év alatt befejeződött a selejtezés, és elindult a kikölcsönzés. A Hungária Könyvbarátok Körének tagjává válásához egy szimbolikus összeget kell befizetni, de a kölcsönzés ingyen van, és nem szükséges hozzá a Hungária Egyesület tagjának lenni. Péntek esténként tart nyitva, Keserű Zsuzsanna vezeti, aki alapító tag is egyben.

### Könyvek, tanulmányok
- Anderle Ádám [2010]: La mirada Húngara: estudios históricos sobre Espana y América Latina, Univ. de Szeged, Szeged.
- Csap Lajos, Emődy Csaba [1998]: A világ magyarsága, MVSZ, Budapest.
- Kovács Nóra [2009]: Szállítható Örökség, Gondolat Kiadó – MTA Kisebbségkutató Intézet, Budapest.
- Némethy Kesserű Judit [2003]: Szabadságom lett a börtönöm, kiadja A Magyar Nyelv és Kultúra Nemzetközi Társasága, Budapest.
- Torbágyi Péter [2009]: Magyarok Latin – Amerikában, kiadja A Magyar Nyelv és Kultúra Nemzetközi Társasága, Budapest.

### Folyóiratok, periodikák, elektronikus források
- A Külföldi Magyar Cserkés Szövetség honlapja. www.kmcssz.org (Hozzáférés: 2011. február 21.)
- BA Buenos Aires-i Hírmondó – Argentínai Magyar Hírlap – Összes szám PDF letöltés
- Daczó Dénes: Argentínai magyarok Csíkban. Románia: Romániai Magyar szó napilap. 2005–02–27.
- A Balassi Intézet honlapja. www.bbi.hu (Hozzáférés: 2011. március 1.) arch
- Az Ars Hungarica honlapja. www.arshungarica.com.ar (Hozzáférés: 2011. március 1.) arch
- Az Argentin-Magyar Kereskedelmi és Iparkamara honlapja. www.buenosaires.hu (Hozzáférés: 2016. május 16.) arch
- A Magyar Köztársaság Követsége, Buenos Aires, Argentin Köztársaság honlapja. www.mfa.gov.hu (Hozzáférés: 2011. március 1.) arch
- A Latin-amerikai Magyar Országos Szervezetek Szövetsége honlapja. www.lamoszsz.org (Hozzáférés: 2011. április 15.) arch
- Utazásszervezés és Közvetítés Dél-Amerika Argentína Idegenvezetés https://web.archive.org/web/20160611154836/http://www.buenosaires.hu/